# Ernst Emmerich von Walpott-Bassenheim
Ernst Emmerich von Walpott-Bassenheim (* um 1620; † unbekannt) war Domherr in Münster.

## Leben
Ernst Emmerich von Walpott-Bassenheim entstammte dem rheinischen Adelsgeschlecht Waldbott von Bassenheim und war der Sohn des Heinrich Walpott von Bassenheim und dessen Gemahlin Maria Raitz von Frentz. Am 3. Februar 1657 wurde er für eine münstersche Dompräbende präsentiert, nachdem sein Bruder Johann Edmund verzichtet hatte. Mit der Aufschwörung auf die Geschlechter Walpott, Frentz von Kendenich, Binsfeld und Truchseß von Ballersheim am 3. März des Jahres kam Ernst Emmerich in den Besitz dieser Pfründe. Schon kurze Zeit später, am 20. November 1658, erhielt er, der auch Domherr in Mainz war, die Erlaubnis zum Verzicht auf die Präbende. Ernst Emmerichs Bruder Johann Ulrich war ebenfalls Domherr in Münster.